# Oreneta de Xile
L'oreneta de Xile (Tachycineta leucopyga; syn: Tachycineta meyeni) és una espècie d'ocell de la família dels hirundínids (Hirundinidae). Es troba al con sud: Xile, Argentina, Uruguai, Bolívia, Brasil i Paraguai, així com a les Illes Malvines. Habita els boscos temperats, els boscos tropicals i subtropicals de frondoses humits de les terres baixes, els matollars temperats, els herbassars humids tropicals i subtropicals, les zones humides, a més dels llacs, els cursos d'aigua, la zona litoral, les pastures, les àrees urbanes i els ambients degradats. El seu estat de conservació es considera de risc mínim.